# 安芸の國一典
安芸の國 一典（あきのくに かずのり、1942年4月11日 - 没年不明）は、広島県広島市出身で時津風部屋に所属した元大相撲力士。本名は真藤 和典（しんとう かずのり）。184cm、98kg。最高位は西十両9枚目。得意技は	右四つ、吊り。

## 経歴
1959年3月場所に初土俵。1965年5月場所の幕下優勝によって、翌7月場所に十両昇進。十両連続在位11場所目の1967年3月場所、東十両12枚目で8勝7敗と勝ち越したにもかかわらず、場所後に関取の人数を16人削減する方針のため、続く5月場所では東幕下筆頭に降格させられた。勝ち越したにもかかわらず幕下降格となった力士は安芸の國含め3人いた中、安芸の國が最高位であった。5月場所では4勝3敗と勝ち越し1場所で十両復帰を果たすも、東十両9枚目で迎えた11月場所で2勝13敗と大負けし2度目の幕下降格となったあとは再十両は果たせず、1968年11月場所に26歳で廃業した。廃業した後は広島県広島市東区で相撲料理店「ちゃんこ料理店 安芸ノ國」を経営した。

## エピソード
ゴルフを得意としており、1983年に日本アマチュアゴルフ選手権競技に出場する程の腕前であった。

## 主な成績
- 通算成績：258勝244敗2休  勝率.514
- 十両成績：98勝112敗  勝率.467
- 現役在位：57場所
- 十両在位：14場所
- 各段優勝
  - 幕下優勝：1回（1965年5月場所）

### 場所別成績
| | 一月場所 初場所（東京） | 三月場所 春場所（大阪） | 五月場所 夏場所（東京） | 七月場所 名古屋場所（愛知） | 九月場所 秋場所（東京） | 十一月場所 九州場所（福岡） |
| --- | ----------------------- | ----------------------- | ----------------------- | --------------------------- | ----------------------- | --------------------------- |
| 1959年 （昭和34年） | x                       | （前相撲）              | （番付外）              | （番付外）                  | 新序 0–3                | 西序ノ口12枚目 3–5          |
| 1960年 （昭和35年） | 西序ノ口9枚目 3–5       | 東序ノ口5枚目 5–3       | 西序二段108枚目 5–3     | 東序二段59枚目 0–7          | 東序二段86枚目 2–5      | 西序二段101枚目 4–3         |
| 1961年 （昭和36年） | 西序二段81枚目 6–1      | 東序二段20枚目 4–3      | 東三段目104枚目 3–4     | 西三段目114枚目 3–4         | 東序二段8枚目 5–2       | 東三段目76枚目 3–4          |
| 1962年 （昭和37年） | 東三段目96枚目 4–3      | 西三段目75枚目 3–4      | 西三段目84枚目 4–1–2    | 東三段目68枚目 6–1          | 西三段目18枚目 5–2      | 東幕下92枚目 2–5            |
| 1963年 （昭和38年） | 西三段目15枚目 4–3      | 東三段目4枚目 6–1       | 東幕下70枚目 6–1        | 東幕下45枚目 3–4            | 東幕下51枚目 4–3        | 西幕下42枚目 5–2            |
| 1964年 （昭和39年） | 西幕下26枚目 2–5        | 東幕下35枚目 4–3        | 西幕下31枚目 2–5        | 東幕下46枚目 4–3            | 西幕下40枚目 4–3        | 西幕下38枚目 6–1            |
| 1965年 （昭和40年） | 西幕下18枚目 4–3        | 西幕下12枚目 5–2        | 西幕下4枚目 優勝 7–0    | 西十両9枚目 6–9             | 西十両13枚目 7–8        | 西十両14枚目 7–8            |
| 1966年 （昭和41年） | 西十両17枚目 9–6        | 西十両11枚目 6–9        | 東十両16枚目 8–7        | 西十両15枚目 8–7            | 東十両13枚目 7–8        | 西十両13枚目 8–7            |
| 1967年 （昭和42年） | 西十両9枚目 6–9         | 東十両12枚目 8–7        | 東幕下筆頭 4–3          | 東十両12枚目 7–8            | 西十両13枚目 9–6        | 東十両9枚目 2–13            |
| 1968年 （昭和43年） | 西幕下5枚目 3–4         | 東幕下9枚目 3–4         | 西幕下11枚目 5–2        | 西幕下4枚目 4–3             | 東幕下3枚目 4–3         | 西幕下筆頭 引退 1–6–0       |
| 各欄の数字は、「勝ち-負け-休場」を示す。 優勝 引退 休場 十両 幕下 三賞：敢=敢闘賞、殊=殊勲賞、技=技能賞 その他：★=金星 番付階級：幕内 - 十両 - 幕下 - 三段目 - 序二段 - 序ノ口 幕内序列：横綱 - 大関 - 関脇 - 小結 - 前頭（「#数字」は各位内の序列） |                         |                         |                         |                             |                         |                             |

## 改名歴
- 真藤 和典（しんとう かずのり）1959年3月場所 - 1962年5月場所
- 安芸の國 一典（あきのくに かずのり）1962年7月場所 - 1968年1月場所
- 真藤 和典（しんとう かずのり）1968年3月場所 - 1968年5月場所
- 安芸の國 一典（あきのくに かずのり）1968年7月場所 - 1968年11月場所